# Хроніки молодого Індіани Джонса
«Хроніки молодого Індіани Джонса» — пригодницький телесеріал, присвячений передісторії до відомих кінофільмів про легендарного мандрівника і шукача скарбів Індіану Джонса. В оригінальній версії складається з 32-х серій по 45 хвилин.
В українському прокаті демонструвалася пізня версія серіалу в дубляжі від телеканалу 2+2, де епізоди були перемонтовані та додано кілька, знятих вже після офіційного закриття серіалу. У цій версії події викладаються хронологічно і немає зачинів, де фігурує 93-ирічний Джонс.

## Сюжет
Серіал був задуманий як освітня програма для дітей та підлітків, що висвітлює історичних постатей і важливі події минулого, з використанням концепції приквелу до фільмів як принаду. Більшість серій побудовані за схемою, де старий 93-річний Індіана Джонс (роль якого грав Джордж Голл) в Нью-Йорку 1993 року зустрічає людей, які спонукають його розповісти про свої минулі пригоди. В основній оповіді він вже постає малим хлопцем (10-ирічним, якого грав Корі Керріер) чи підлітком (16 — 21 років, якого грав Шон Патрік Фленері). В одній серії вже 50-річний Інді (якого грав Гаррісон Форд) поринає у минуле. Спочатку план полягав у чергуванні серій пригод Інді, коли той був дитиною (Корі Керріер) і підлітком (Шон Патрік Фленері), але врешті-решт особливістю серій стала версія Фланері, де домінувало послідовне сполучення, а не чергування. У кінці серіалу старий Джонс дізнається, що має дочку, внуків і правнуків. Нічого не згадується про сина, котрий був показаний у випущеному пізніше фільмі «Індіана Джонс і королівство кришталевого черепа».
Багато серій пов'язали Індіану зустрічами і роботою з багатьма відомими історичними постатями. У телесеріалі показувалися такі історичні постаті як: Лев Толстой, Говард Картер, Шарль де Голль та Джон Форд, у таких різних місцях як Єгипет, Індія, Китай і вся Європа.
У серіях показується багато другорядних історій про Індіану. Його відносини з батьком, який вперше з'явився у фільмі «Індіана Джонс і останній хрестовий похід», конкретизовані в розповідях про подорожі з батьком, коли Індіана був дитиною. Його полювання за Оком Павича, великим діамантом, зображеним у фільмі «Індіана Джонс і Храм Долі», знову згадувались в декількох розповідях. Серіал також показує його діяльність під час Першої світової війни і його перші самостійні пригоди.
Серіал складається з 32 серій тривалістю кожна близько 45 хвилин. В Україні через перемонтування пізньої версії, їх кількість складала 22:
1. Моя перша пригода.
2. Пристрасть до життя.
3. Витівки Купідона.
4. Подорожі з батьком.
5. Шлях до світла.
6. Весняні канікули.
7. Солодка пісня кохання.
8. Пекельні траншеї.
9. Демони обману.
10. Поїзд привид.
11. Повелитель житів.
12. Атака яструбів.
13. Шпигунські ескапади.
14. Приборкувачі пустелі.
15. Шпигунські пригоди.
16. Суперники.
17. Маски зла.
18. Скарб павичевого ока.
19. Вітри перемін.
20. Загадка блюзу.
21. Скандал 1920-го року.
22. Голівудські примхи.

## У головних ролях

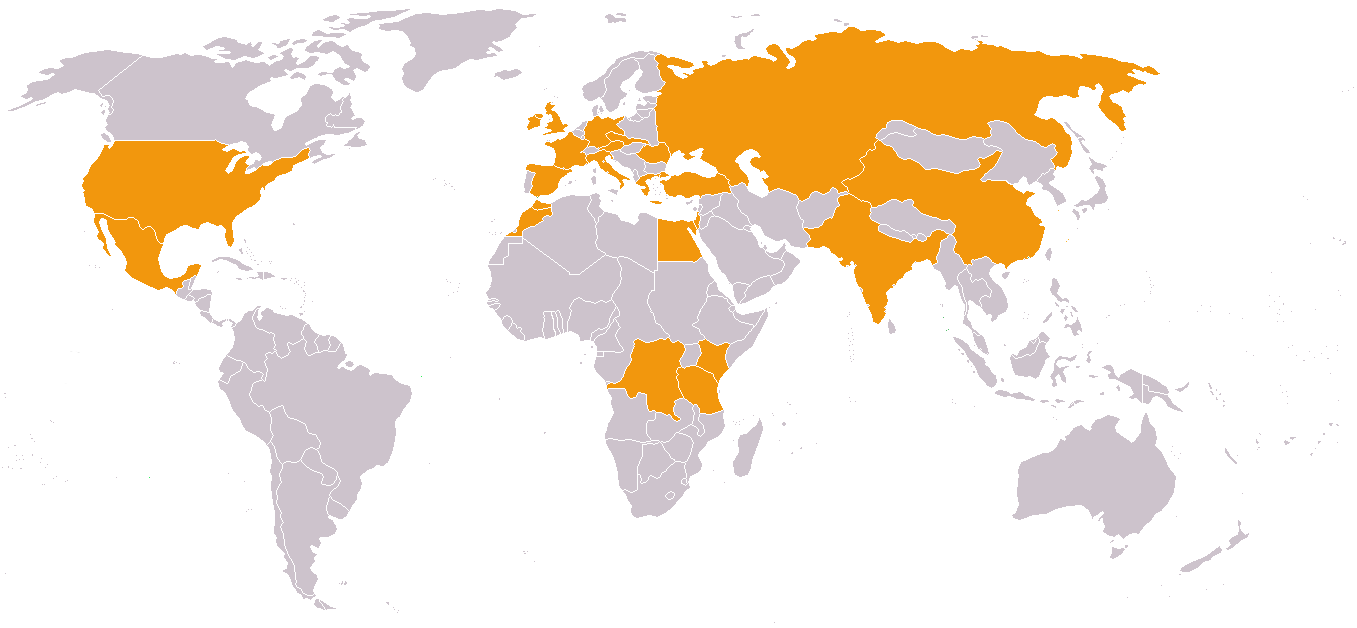
Країни, відвідані Індіаною Джонсом

- Шон Патрік Фленері …. Генрі «Індіана» Джонс (у віці 16-21)
- Корі Керріер …. Генрі «Індіана» Джонс (у віці 8-10)
- Джордж Голл …. Доктор Генрі «Індіана» Джонс (у віці 93)
- Гаррісон Форд …. Доктор Генрі «Індіана» Джонс (у віці 50)
- Роні Кутюр …. Remy Baudouin
- Ллойд Овен …. Професор Генрі Джонс (старший)
- Маргарет Тайзек …. Місс Гелен Сімор
- Рут де Соза …. Анна Джонс

## Реакція
З 1992 по 1994, був номінований на двадцять три Премії Еммі і з них виграв десять. У 1993, Корі Керріер був номінований на «Премію молодий актор» у номінації «Найкраща роль молодого актора у телесеріалі». У 1994, Девід Теттерсалл був номінований на премію «ASC Award» в категорії «Видатні досягнення в галузі кінематографії у Професійних серіалах». У 1994 Золотий глобус номінував серіал в категорії «Найкращий телесеріал-драма».
Хоча серіал завоював безліч нагород, але він також отримав чимало критики. Газета «Нью-Йорк Таймс» зокрема назвала сюжет незграбним.

## Цікаві факти
Існує документальне продовження до серіалу. Девід Шнайдер зняв фільм «По слідах молодого Індіани Джонса», в якому в 30-ихвилинних серіях розповідається про історичних персонажів і події, з якими зустрічався або в яких брав участь молодий Індіана Джонс.